# Catherine Waugh McCulloch
Catharine Gouger Waugh McCulloch (Nueva York, 4 de junio de 1862-20 de abril de 1945) fue una abogada, sufragista y reformadora estadounidense. Abogó activamente en favor del sufragio femenino a nivel local, estatal y nacional como líder de la Asociación de Igualdad de Sufragio de Illinois, la Liga de Igualdad Política de Chicago y la Asociación Nacional de Sufragio de la Mujer Estadounidense. Fue la primera mujer elegida Juez de Paz en Illinois.

## Trayectoria
Catharine Waugh nació en Nueva York, siendo sus padres Susan Gouger y Abraham Miller Waugh. Era de ascendencia francesa e irlandesa. Criada en Illinois, se graduó en el Seminario Femenino de Rockford en 1882, donde escribió su tesis sobre los salarios de las mujeres y obtuvo una licenciatura y una maestría. Continuó sus estudios en la Union College of Law de Chicago (que pasó a ser la Facultad de Derecho Northwestern Pritzker). Después de graduarse y aprobar el examen para ejerecer como abogada e ingresar en el colegio de abogados en 1886, Waugh buscó empleo en Chicago, pero sufrió discriminación de género. Regresó a Rockford, Illinois y puso en marcha su propio despacho.
En 1890, se casó con su antiguo compañero de la facultad de derecho, Frank Hawthorn McCulloch. Se mudaron a Chicago y fusionaron sus despachos para formar el bufete de abogados McCulloch and McCulloch. Catherine Waugh McCulloch luchó por la igualdad en su relación tanto como una cuestión privada como también política. Según cartas que enviaba a compañeras, creía que su matrimonio con McCulloch la ayudó a avanzar en su carrera. Tuvo cuatro hijos: Hugh Waugh, Hathorn Waugh, Catharine Waugh y Frank Waugh.

## Carrera profesional

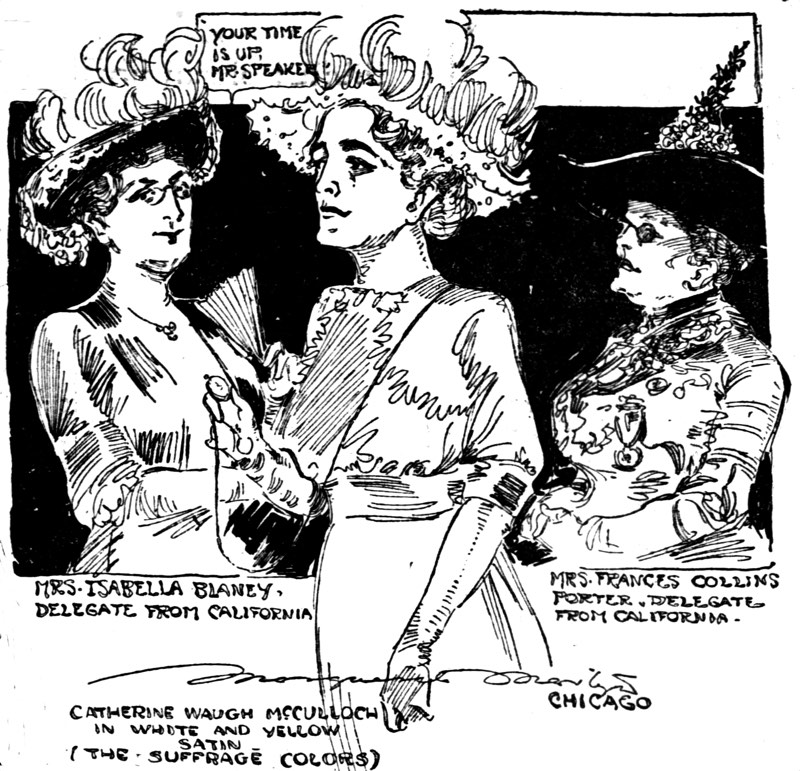
Catharine Waugh McCulloch, en el centro, está flanqueada por Isabella W. Blaney y Frances Collins Porter, ambas de California, en este dibujo de 1912 de Marguerite Martyn. Las tres estuvieron entre las primeras mujeres delegadas a una Convención Nacional Republicana.

McCulloch era miembro del Equity Club, una red de correspondencia fundada en 1887 para brindar apoyo, amistad y asesoramiento entre abogadas de todo el país. En 1888, McCulloch se postuló sin éxito para fiscal del estado como parte del Partido de la Prohibición.
McCulloch se convirtió en presidenta legislativa de la Asociación por la Igualdad de Sufragio de Illinois en 1890. Después de que la Corte Suprema de Illinois confirmara una ley que otorgaba a las mujeres el derecho a votar en las elecciones de distritos escolares en 1891, McCulloch trabajó en un proyecto de ley que garantizaría el sufragio femenino también en las elecciones locales y en las presidenciales en el estado de Illinois. McCulloch y sus compañeras de la Asociación de Igualdad de Sufragio de Illinois abogaron activamente en favor del proyecto de ley desde 1893 hasta 1913, incluso organizando paseos en tren y automóvil para reunir a los partidarios del sufragio en todo el estado. Los métodos de McCulloch orientados al público para movilizar seguidores a través de mítines y publicaciones reflejaban el estilo de muchas mujeres de clubes, trabajadoras de casas de asentamiento y otras activistas de la Era progresista que buscaban el sufragio como medio para promover otras reformas. Su enfoque contrastaba con el de miembros más conservadores de la Asociación por la Igualdad de Sufragio de Illinois, como Grace Wilbur Trout, que prefería un activismo más discreto y diplomático.
En 1894, McCulloch y otras miembros del Chicago Woman's Club fundaron la Liga de Equidad Política de Chicago para hacer campaña en favor del sufragio municipal. Además de su trabajo a favor del sufragio femenino, McCulloch abogaba por medidas de reforma para la protección de la maternidad. Por ejemplo, defendió la aprobación de una ley en 1901 que otorgaba a las mujeres la misma tutela que a sus maridos sobre sus hijos. En 1905, ayudó a elevar la edad de consentimiento sexual para las niñas de los 14 a los 16 años.
McCulloch fue elegida Juez de paz en Evanston, Illinois en 1907 (y reelegida en 1909), convirtiéndose en la primera mujer elegida para ese cargo en Illinois. Mientras era juez de paz, apareció en los titulares nacionales al aceptar llevar a cabo ceremonias matrimoniales igualitarias en las que omitía la palabra "obedecer" de la parte del rito que se suponía que debía recitar la mujer; en ese momento, el hombre se comprometía a "amar, honrar y apreciar", mientras que la mujer se comprometía a "amar, honrar y obedecer".
En 1917, fue nombrada maestra en la cancillería del Tribunal Superior del Condado de Cook. Ganó cierta celebridad por su labor de defensa de la eliminación o modificación de las leyes de matrimonio y divorcio que discriminaban a las mujeres, y trabajó para crear uniformidad en dichas leyes en todos los estados.
Fue asesora jurídica de la National American Woman Suffrage Association (que más adelante se convirtió en la Liga de Mujeres Votantes en 1920 tras la aprobación de la 19.ª Enmienda) y fue su primera vicepresidenta. Fue también asesora jurídica de la Unión Cristiana de Mujeres por la Templanza.
McCulloch murió de cáncer en 1945 a la edad de 82 años.

## Reconocimientos
El parque Catharine W. McCulloch en Evanston lleva su nombre.